# Doliops pinedai
Doliops pinedai es una especie de escarabajo del género Doliops, familia Cerambycidae. Fue descrita científicamente por Vives en 2012.
Habita en Filipinas. Los machos y las hembras miden aproximadamente 14 mm. El período de vuelo de esta especie ocurre en los meses de enero, mayo, junio, julio, agosto, septiembre y diciembre.